# バッドナイス
バッドナイスは、ワタナベエンターテインメント所属のお笑いコンビ。2019年解散。
2019年1月27日、メンバーである内田英輔が引退に伴い、バッドナイスを脱退する事を発表した。

## メンバー
内田 英輔（うちだ えいすけ、1987年3月28日（38歳） - ）
ツッコミ担当。立ち位置は左。
埼玉県行田市出身。血液型B型。
埼玉県立熊谷高等学校、埼玉大学経済学部卒。
3人兄弟の末っ子。
小学生の頃から「かっこいいから」と言う理由で芸人になることを密かに心に決めていた。
カレー、カラオケ、THE YELLOW MONKEY、野球、ミュータント・タートルズ、犬が好き。
2013年10月まで、高校時代の同級生の長谷川ヨシテルとのコンビ「あかいらか」で活動。
バッドナイス常田（ばっどないすつねだ、1988年4月5日（37歳） - ）
ボケ担当。立ち位置は右。
本名、常田 功（つねだ いさお）。通称「バッツネ」。
富山県出身。
富山県立滑川高等学校卒業。
かつては2009年にコンビ「ムービングボール」、2009年から2010年までとコンビ「スナッチ」で活動、スナッチ解散後はピンで活動。

## 略歴
2013年10月にあかいらかを解散した内田と、2010年にスナッチを解散した後ピンで活動していた常田により結成。最初のコンビ名は二人の名前を合わせた「つねうち」だったが、2015年9月に「バッドナイス」に改名。名前の由来は、東京都杉並区高円寺に実在する「BAD-NICE」という理髪店から取ったもの。
つねうち時代の2014年9月9日、単独ライブ「翼をください」（中野Vスタジオ）を行う。 
2016年2月9日、東京・表参道GROUNDで開催の若手ネタバトルライブ『NEWCOMER!』で初優勝。
常田はコンビ「バッドナイス」とピン芸人「バッドナイス常田」での活動を共に行っている。
M-1グランプリ2018にて準々決勝進出。
2019年1月27日、双方のツイッターアカウントにて内田のメンバー脱退を発表。これにより内田は「やっぱり最高の相方でしたね。それでは就活と婚活に精を出します」とツイートし、芸能界引退。常田は「今後、自分は1人でバッドナイス常田として精進させてもらうつもりです」という旨を表明した。なお内田引退後も過去のVTRが使われる際は特にボカシなどはかけられず、実名顔出しでオンエアされている。

## 芸風
漫才が多いが、コントも行う（キングオブコントにも出場したことがある）。
常田は怪しげな台詞回しと動きを見せて、内田に「何なんだよこいつ」などと言わせるようなキャラクターを演じている。

## 出演

### テレビ
- くりぃむナンチャラ（テレビ朝日）- 2016年9月16日深夜
- 新しい波24（フジテレビ）- 2016年12月27日深夜、2017年4月4日以降の週1放送化もレギュラー出演
- じわじわチャップリン（テレビ東京）- 2017年2月18日～2017年3月4日
- AI-TV（フジテレビ） - レギュラー出演
- 水曜日のダウンタウン（TBS）- 2019年1月16日

### インターネットテレビ
- バッドナイスのドッキリ☆レシピ（SunSetTV）- 2017年5月30日開始[14]

※バッドナイス常田単独での出演については、バッドナイス常田#出演の節を参照。
※内田の「あかいらか」時代の出演については、あかいらか#出演の節を参照。